# Моя любовная песня
«Моя́ любо́вная пе́сня» (англ. My Own Love Song) — драма в жанре роуд-муви 2010 года режиссёра и сценариста Оливье Даана. В главных ролях: Рене Зеллвегер, Форест Уитакер, Мэйделин Зима и Ник Нолти.

## Сюжет
История бывшей певицы, прикованной к инвалидному креслу. Вместе со своим другом она путешествует в Мемфис — оба героя хлебнули немало горя по жизни, но всегда оставались поддержкой друг для друга.

## В ролях
| Актёр           | Роль            |
| --------------- | --------------- |
| Рене Зеллвегер  | Джейн           |
| Форест Уитакер  | Джоуи           |
| Мэйделин Зима   | Билли           |
| Ник Нолти       | Колдуэлл        |
| Чендлер Франц   | Девон           |
| Элиас Котеас    | Дин             |
| Энни Пэррис     | Нора            |
| Джулия Лаше     | Сьюзи           |
| Билл Ладд       | Бен             |
| Тим Парати      | Крис            |
| Дел Пентекост   | Дейл            |
| Джон Генри Кокс | босс в Rose Inn |
| Джей Паттерсон  | сосед           |